# Poniemuń (zamek)
Poniemuń albo zamek Giełgudów (lit. Panemunės pilis) – zamek na Litwie w okręgu tauroskim, rejon jurborski na północnym brzegu rzeki Niemen, 15 km na wschód od Jurborka.

## Historia

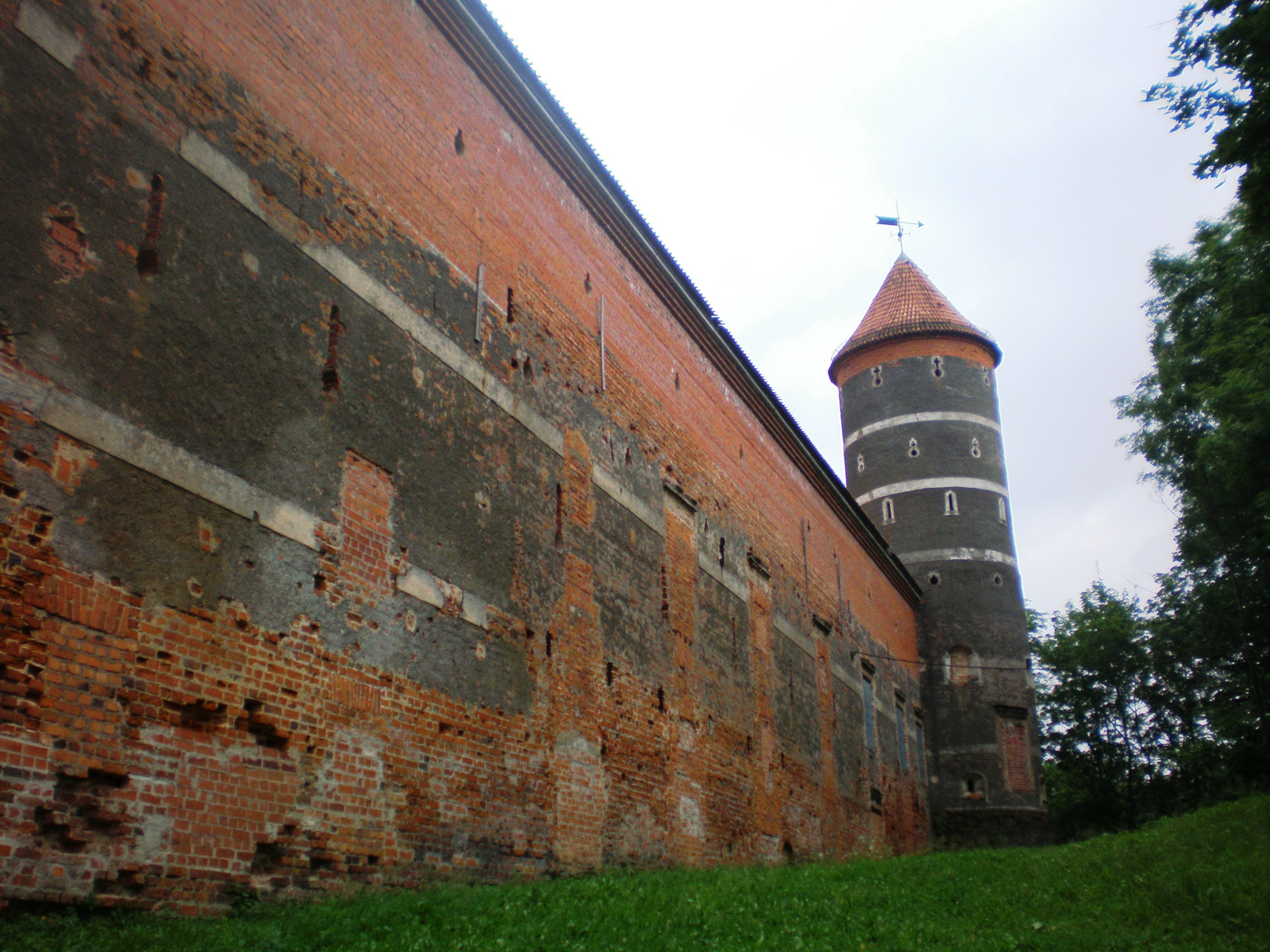
Widok współczesny

Miejscowość w różnych dokumentach wymieniana jest pod różnymi nazwami.
W XIII wieku był tu drewniany gród obronny Żmudzinów, ale już w XIV wieku okoliczne ziemie były w rękach Krzyżaków. W XVI wieku ziemia ta należała do Billewiczów. Pod koniec XVI wieku posiadłość odkupił Jan Epereysz – Węgier. W rękach węgierskich majątek pozostawał do 1753 roku, a od roku 1759 był własnością Antoniego Giełguda. Giełgudowie brali udział w powstaniu listopadowym. W 1833 roku władze carskie skonfiskowały majątek, który w późniejszym okresie odzyskali ich kuzyni Pusłowscy. W 1929 roku władze litewskie przejęły majątek w ramach reformy rolnej.

## Zamek
W XIV wieku Krzyżacy wybudowali na stromym brzegu Niemna murowaną warownię, której nadali nazwę Königsburg (według legendy, inicjatorem jego powstania miał być Konrad von Jungingen). W wyniku walk litewsko-krzyżackich zamek popadł w ruinę. Pod koniec XVI wieku nowy właściciel Epereysz wybudował w miejscu warowni, wykorzystując stare mury, gotycko-renesansowy zamek. Giełgudowie przebudowali zamek w XVIII wieku w stylu klasycystycznym. Położony na wysokiej skarpie Niemna zamek miał arkadowy dziedziniec i wzniesiony został na planie kwadratu. W czasie powstania listopadowego został zniszczony. W 1867 roku wyremontowali go Pusłowscy. Ponownie został zniszczony w czasie I wojny światowej. W 1935 roku zamek przejęło Ministerstwo Wyznań Religijnych i Oświecenia Publicznego i rozpoczęto rekonstrukcję. Po II wojnie opuszczony zabytek powoli niszczał. Zachowały się dwa korpusy zamku i dwie wysokie baszty, lochy i podziemia. Pozostały ślady umocnień i fos. Zamek otacza park o powierzchni 15 ha założony w XVIII wieku.

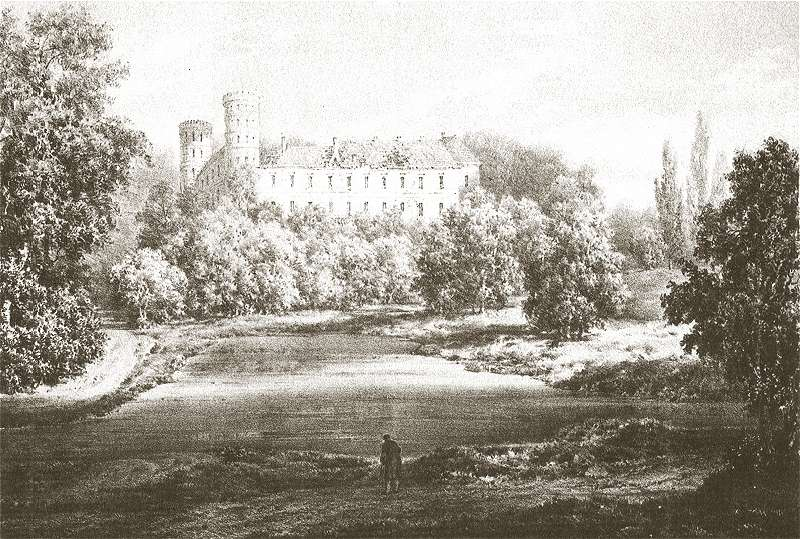
Zamek Giedugów na rysunku Napoleona Ordy